# Victor Modin
Carl Victor Modin, ibland kallad C.V. Modin, född 9 augusti 1843 i Lindesbergs församling, Örebro län, död 5 april 1911 i Lindesbergs stadsförsamling, var en svensk präst och författare. Han var far till konstnären Inger Modin-Hülphers.
Victor Modin, som var son till handlanden Erik Modin och Maria Kristina Eriksson, blev student vid Uppsala universitet 1865, filosofie kandidat 1871, filosofie doktor 1875 och teologie kandidat 1881. Åren 1883–1890 var han lärare och rektor vid flickskolan Idun i Stockholm. Han utnämndes 1885 till extra ordinarie hovpredikant och var 1890–1911 kyrkoherde i Lindesbergs församling. Han blev kontraktsprost 1908.
Han utgav 1878 en samling "Dikter", några av dessa prisbelönades 1874 av Svenska Akademien, som 1884 även tilldelade honom Beskowska resestipendiet, vilket möjliggjorde att han kunde besöka Italien, Egypten, Syrien och Palestina. Det biografiska uppslagsverket Svenska män och kvinnor skriver: "Hans poetiska produktion, som består av oden, idyller och satirer, utmärker sig för äkthet i ingivelse och utformning, medkänsla med tillvarons styvbarn och pietet mot det förgångna."
Victor Modin gifte sig första gången 1893 med Anna Sofia Wenus (1836–1902), förut gift Baumgardt, och andra gången 1904 med Ingrid Weman (1868–1956),förut gift Mesterton..
Han är begraven på Lindesbergs bergskyrkogård.